# Sitter (rio)
Sitter é um rio no nordeste da Suíça e afluente do Rio Thur.